# Adelpha malea
Adelpha malea is een vlinder uit de onderfamilie Limenitidinae van de familie Nymphalidae. De wetenschappelijke naam van de soort werd als Heterochroa malea in 1861 gepubliceerd door C. & R. Felder.